# Wilhelm Remler
Wilhelm Remler (auch Remmler; * 28. Oktober 1824 in Lübben, Niederlausitz; † 6. Februar 1896 in Berlin) war ein deutscher Orgelbauer in Berlin.

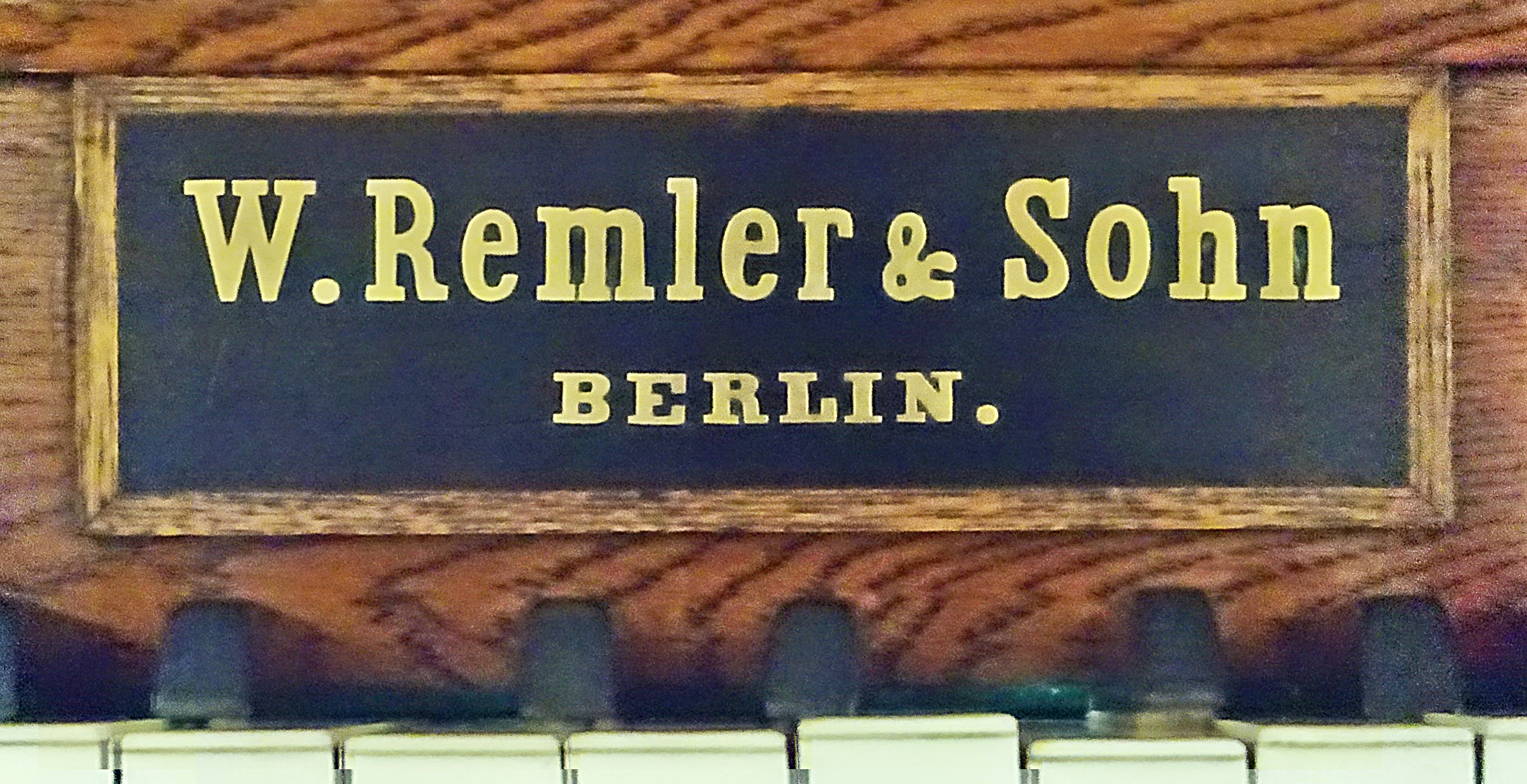
Firmenplakette 1887

## Leben
Der Sohn des Schuhmachers Johann Christian Remmler schloss 1843 eine Tischlerlehre ab, ging danach zehn Jahre auf Wanderschaft und ließ sich anschließend als Orgelbauer in Berlin in der Kochstraße 25 nieder. Insgesamt schuf er in schwierigem persönlichen und wirtschaftlichen Umfeld über 35 Neubauten, vor allem in der Mark Brandenburg. Spätestens seit 1887 bezeichnete er die Firma als W. Remler & Sohn.

## Werke (Auswahl)
Wilhelm Remler sen. 
Wilhelm Remler schuf über 30 Orgelneubauten, dazu Umbauten und Reparaturen, vor allem in der Mark Brandenburg, einzelne in Mecklenburg und Vorpommern. Einige sind erhalten. Nicht mehr vorhandene Instrumente sind kursiv gesetzt.
| Jahr        | Ort                         | Gebäude                        | Bild | Manuale | Register | Bemerkungen |
| ----------- | --------------------------- | ------------------------------ | ---- | ------- | -------- | --- |
| 1851        | Ostindien                   | Missionsstation                |      |         |          | erster Neubau |
| 1851        | Kiekebusch                  | Dorfkirche Kiekebusch          |      | I/P     | 7        | |
| 1856        | Buchholz                    | Dorfkirche                     |      | I/P     | 7        | |
| 1859        | Beerfelde                   | Dorfkirche                     |      | ?       | ?        | 1964 NB Sauer, Orgel erwähnt in der Urania                                                                                                 |
| 1859        | Schlieffenberg, Mecklenburg | Dorfkirche                     |      | II/P    | 15       | später Umbau, 2015 alle Metallpfeifen gestohlen                                                                                            |
| 1859        | Jühnsdorf                   | Dorfkirche                     |      |         |          | nicht spielbar, Restaurierung und Rekonstruktion geplant                                                                                   |
| 1859        | Pinnow, Uckermark           | Dorfkirche                     |      | I       | 5        | Orgel auf Altar, Prospekt von 1712 von Christian Gottlieb Richter (?), 1967 Restaurierung und Dispositionsänderung von Fahlberg            |
| 1860        | Blankenfelde bei Rohrbeck   | Dorfkirche                     |      | ?       | ?        | Orgel in der Urania erwähnt |
| 1860        | Basse, Mecklenburg          | Dorfkirche                     |      | I/P     | 7        | [ 9 ] |
| 1861        | Fohrde                      | Dorfkirche                     |      |         |          | erhalten |
| 1862        | Eiche, Barnim               | Dorfkirche                     |      | I/P     | 6        | 1958 abgebaut, 1962 ersetzt durch Schuke-Orgel                                                                                             |
| 1864        | Mildenberg                  | Dorfkirche                     |      | I/P     | 8        | |
| 1866        | Bauer, Vorpommern           | St. Nikolai                    |      | II/P    | 8        | → Orgel |
| 1869        | Schulzendorf                | Dorfkirche                     |      | I/P     | 6        | 1986 umgesetzt in Kreuzkirche, erweitert auf I/7 → Orgel                                                                                   |
| 1871        | Lentzke                     | Dorfkirche                     |      | II/P    | 14       | |
| 1871        | Mühlenbeck                  | Dorfkirche                     |      | II/P    | 19       | |
| 1873        | Rotberg                     | Dorfkirche                     |      | I/P     | 6        | erhalten |
| 1875        | Werneuchen                  | Stadtkirche                    |      | II/P    | 21       | Die Orgel wurde 1945 zerstört, die Reste 1950 abgetragen.                                                                                  |
| 1875        | Prieros                     | Dorfkirche                     |      | I/P     | 11       | |
| 1877        | Christinendorf              | Dorfkirche                     |      |         |          | erhalten |
| 1879        | Wandlitz                    | Dorfkirche                     |      | I/P     | 7        | erhalten |
| um 1880 (?) | Potzlow                     | Dorfkirche                     |      | II/P    | 10       | |
| 1880        | Altglienicke                | Dorfkirche                     |      | I/P     | 8        | 1894 umgesetzt nach Criewen – Orgel |
| 1884        | Groß Welle, Prignitz        | Dorfkirche                     |      |         |          | erhalten |
| 1885        | Görsdorf bei Storkow        | Dorfkirche Görsdorf b. Storkow |      | I/P     | 6        | |
| 1886        | Hermsdorf bei Berlin        | Dorfkirche                     |      |         |          | 1949 ersetzt |
| 1887        | Hohenfinow                  | Dorfkirche                     |      | II/P    | 15       | W. Remler & Sohn, 1910 Einbau des Altaraufsatzes von 1753 als Prospekt, 2009 Restaurierung durch Eberswalder Orgelbauwerkstatt             |
| 1887        | Parstein                    | Dorfkirche                     |      | II/P    | 11       | [ 25 ] |
| 1887        | Mahlow                      | Dorfkirche                     |      | I/P     | 7        | W. Remler & Sohn, 2004 Sanierung und Wiederherstellung der ursprünglichen romantischen Intonierung durch W. Sauer (Frankfurt/Oder) → Orgel |

Wilhelm Remler jun. 
Der Sohn Wilhelm Remler jun. baute zunächst mit dem Vater als W. Remler & Sohn, und danach selbstständig.
| Jahr | Ort         | Gebäude    | Bild | Manuale | Register | Bemerkungen |
| ---- | ----------- | ---------- | ---- | ------- | -------- | ----------- |
| 1910 | Giesensdorf | Dorfkirche |      | I/P     | 7 oder 9 | erhalten    |